# Квартал красных фонарей

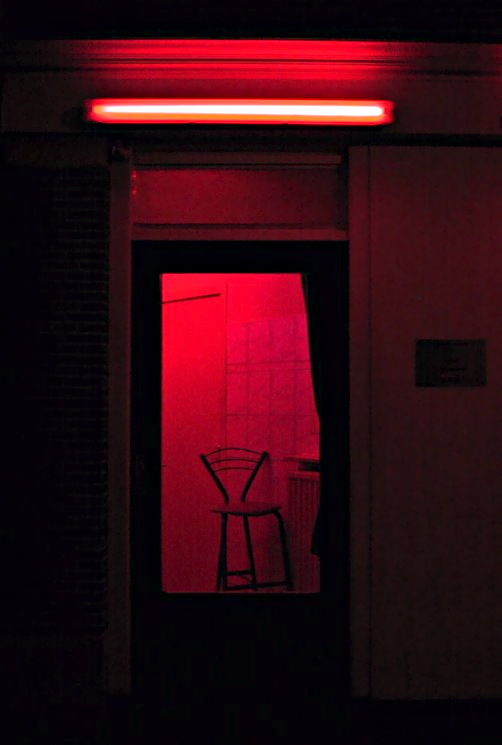
Квартал красных фонарей Амстердама (Де Валлен)

Квартал красных фонарей — этимологическое клише, обозначающее район города, в котором процветает проституция и другие виды секс-индустрии, такие как секс-шопы, стрип-клубы. Также там могут располагаться хостесс и хост-клубы.
Название произошло от красных фонарей, которые стоят в окнах публичных домов.
По данным Оксфордского словаря английского языка, самое раннее известное упоминание термина «квартал красных фонарей» в печати — в 1894 году в статье газеты Sandusky Register в городе Сандаски, штат Огайо.